# Аистёнок (мультфильм)
«Аистёнок» — советский короткометражный мультфильм 1964 года, снятый Ириной Гурвич на киностудии «Киевнаучфильм».

## Сюжет
Маленький аистёнок, к огорчению родителей, не хочет учиться летать. Однажды он выпал из гнезда и не может попасть обратно. После ряда приключений с помощью крана-великана аистёнок научился, наконец, летать и радостный полетел в свое гнездо. Он понял, что надо учиться и слушать родителей.

## Роли озвучивали
- В. Сухоруков
- Людмила Козуб
- О. Федорова
- В. Дуклер

## Создатели
- Режиссёр: Ирина Гурвич
- Сценарист: Людмила Зубкова
- Художник-постановщик: Николай Чурилов
- Аниматоры: Юрий Скирда, Владимир Дахно, Адольф Педан, Оксана Ткаченко, Н. Чернова
- Оператор: Анатолий Гаврилов
- Композитор: Борис Буевский
- Звукорежиссёр: Р. Пекарь

## О мультфильме
- Мультфильм является дебютной работой Николая Чурилова в качестве художника-постановщика[2].
- Мультфильм является единственной работой Юрия Скирды в качестве аниматора.
- Данный мультфильм является дебютной работой Бориса Буевского в области музыки для кино[3].
- Мультфильм был показан по Первой программе ЦТ СССР 1 января 1966 года вместе с мультфильмом «Снежные дорожки» (1963, реж. Борис Дежкин)[4].